# Juan Despauterio

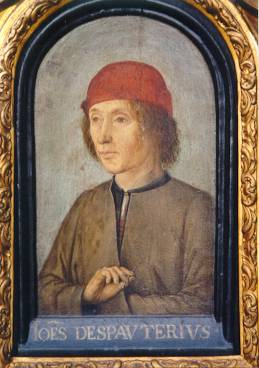
Johannes Despauterius

Juan Despauterio (Ninove, 1480 - Comines, 1520) humanista flamenco.

## Biografía
Con 18 años, comenzó en la Universidad de Lovaina donde estudió durante tres años. En Lovaina se hizo maestro de artes, es decir: gramática latina, retórica, dialéctica, música, aritmética, geometría e astronomía. Su maestro fue J. Custos (Joannes Custos/ Jan de Coster).
Fue profesor y escribió varios libros de gramática latina ( Syntaxis, Ars versificatoria, Grammatica pars prima y Ortographia), que se emplearon en la enseñanza del idioma en Europa.